# Neápoli (ort i Grekland, Nordegeiska öarna)
Neápoli är en ort i Grekland.   Den ligger i prefekturen Nomós Lésvou och regionen Nordegeiska öarna, i den östra delen av landet, 280 km öster om huvudstaden Aten. Neápoli ligger 11 meter över havet och antalet invånare är 422. Den ligger på ön Lesbos.
Terrängen runt Neápoli är kuperad åt sydväst, men österut är den platt. Havet är nära Neápoli åt nordost.  Närmaste större samhälle är Mytilene, 5,6 km nordväst om Neápoli. 